# Виползово (Великоустюзький район)
Ви́ползово (рос. Выползово) — присілок у складі Великоустюзького району Вологодської області, Росія. Входить до складу Мардензького сільського поселення.

## Населення
Населення — 4 особи (2010; 15 у 2002).
Національний склад (станом на 2002 рік):
- росіяни — 100 %